# Augustin Cournot
Antoine Augustin Cournot (28. srpna 1801, Gray, Francie - 31. března 1877, Paříž) byl francouzský filozof a matematik .

## Životopis
Narodil se v Gray, v Haute-Saone. Po ukončení studia na Lycée de Besançon v Besançonu nastoupil v roce 1821 do jedné z nejprestižnějších škol, Grande École École normale supérieure, V roce 1829 obdržel doktorský titul v oboru matematika, ve své práci se zabýval mechanikou nebeských těles. Po absolvování Cournot přijal post profesora analýzy a mechaniky, hlavního komisaře pro vysokoškolské studenty a dokonce rektora Akademie v Dijonu.
Cournot byl především matematik, ale také měl vliv na ekonomii. Poměrně známé jsou jeho teorie o monopolech a duopolech. V roce 1838 vydal knihu Výzkumy matematických principů teorie bohatství, v níž zavedl použití vzorců a symbolů matematiky do ekonomické analýzy. Tato kniha byla velmi kritizována, Cournot se jí snažil dvakrát přepsat, i tak má stále vliv na dnešní ekonomii. Cournot zavedl teorii do ekonomické analýzy funkcí a teorii pravděpodobnosti. Odvodil vzorec pro první pravidlo nabídky a poptávky jako funkce cen (Cournotův model a ve skutečnosti jako první čerpal z grafů křivek nabídky a poptávky, čímž předběhl práce Alfreda Marshalla o zhruba třicet let.

## Dílo

### Dílo matematické a ekonomické
- Recherches sur les principes mathématiques de la théorie des richesses (1838)
- Traité élémentaire de la théorie des fonctions et du calcul infinitésimal (1841)
- Revue sommaire des doctrines économiques (1877)
- De l'origine et des limites de la correspondance entre l'algèbre et la géométrie (1847)Ed. L.Hachette et Cie

### Dílo filozofické
- Essai sur les fondements de nos connaissances et sur les caractères de la critique philosophique (1851)
- Traité de l'enchaînement des idées fondamentales dans les sciences et dans l'histoire (1861)
- Considérations sur la marche des idées et des évènements dans les temps modernes (1872)
- Matérialisme, vitalisme, rationalisme. Étude sur l’emploi des données de la science en philosophie (1875). Réédition en 1979 et 1987 sous la direction de Claire Salomon-Bayet (Paris: Vrin & CNRS, 272 pages).